# Nice Work If You Can Get It
Nice Work If You Can Get It is een lied van George Gershwin op teksten van Ira Gershwin. Het nummer is geschreven voor de filmmusical A Damsel in Distress uit 1937.

## Bijzonderheden
De film kwam vier maanden na het overlijden van George uit.
De songs Nice Work en A Foggy Day werden al vrij snel een hit. De titel komt van een cartoon van George Belcher, die in het blad Punch heeft gestaan waarin twee typisch Engelse vrouwen uit de lagere klasse met elkaar staan te praten over de dochter van een ander, waarin de een zegt: “volgens mij is ze een hoer geworden” en waarop de ander vervolgens antwoordt met “nice work if you can get it”.
Het lied wordt ook gebruikt in de film An American in Paris uit 1951 en de Tony Award-winnende Broadway musical Crazy for You. De musical 'Nice Work If You Can Get It' uit 2012 werd naar het lied genoemd.

## Vorm en tempo
De vorm van het lied is intro-A-A-B-A. Het tempo is Moderato met als extra aanduiding, “smoothly”. De totale lengte van het lied is 32 maten en het staat in de toonsoort G majeur.
De eerste acht maten van het refrein:

## Vertolkers
- Tommy Dorsey
- Ella Fitzgerald samen met Andre Previn
- Erroll Garner
- Billie Holiday whet Teddy Wilson
- Thelonious Monk
- Frank Sinatra
- Art Tatum
- Mel Tormé
- Sarah Vaughan
- Andrew Sisters
- Rosemary Clooney
- Scott Hamilton
- Warren Vaché
- Vic Dickenson
- Stan Getz
- DizzyGillespie
- Benny Goodman
- Woody Herman
- Johnny Hodges
- Eddy Howard
- Harry James
- Carmen McRae
- Thelonious Monk
- Lennie Niehaus
- Joe Pass
- Oscar Peterson
- Bud Powell
- Max Roach
- Art Tatum
- Mel Tormé
- Sarah Vaughan
- Teddy Wilson
- Sting